# 仲村トオル 待たせてゴメン
仲村トオル 待たせてゴメン（なかむらトオル またせてゴメン）は、ニッポン放送の制作によりNRN系列各局（系列外ネット局もあった）で1987年4月6日から1989年10月6日まで（ニッポン放送では10月5日まで）放送されていたラジオ番組。
資生堂の一社提供。

## 概要
仲村トオルにとって初めてのラジオレギュラー番組。主にフリートークとはがき紹介の他、ゲストを迎えてのトーク、ラジオドラマの企画も行われたことがあった。映画『ビー・バップ・ハイスクール』で仲村と共演していた古川勉がセミレギュラーとして不定期出演していた。
オープニングはまず女性ナレーションが「仲村トオル」とコールした後、仲村本人の声で「待たせて、ゴメン」と続き、その後同じ女性ナレーションによる提供クレジットアナウンスと続く。「待たせて、ゴメン」の声は同じものを使い回すのではなく、その収録ごとに毎回違う声を録っていた。1987年当時、寄せられたはがきの数は週に約500通、そのうち9割が中高生を中心とする女子、あとの1割が男子からだったというデータがある。
番組タイトルは、仲村本人の思い付きで決めたとのこと。このタイトルについて「ナイター中継で（延長して放送予定の時間が押して）“待たせる”ことを意識して決めたのかな」と話していたことがある。

## 主なコーナー
男の決断
- 水曜日コーナー[4]。
他

## ゲスト
- 柴田恭兵 （1987年9月7日〜9月11日、1988年11月28日〜12月2日）
- 菊池桃子 （1988年8月1日〜8月5日）
- 宮沢りえ （1989年2月27日〜3月3日、1989年6月26日〜6月30日）
- 後関昌彦 （当時ヤクルトスワローズ、仲村とは同郷の野球仲間）
- サンプラザ中野[5]
  - 他

## 放送時間・ネット局
（）

ニッポン放送のみ月曜日から木曜日まで、他の各ネット局は全て月曜日から金曜日まで。ニッポン放送のみ金曜日の放送が無く、金曜日放送分は以下のネット局への裏送りとなっていた。
ネット局数は3局（1987年4月）→ 6局（1987年10月）→ 9局（1988年4月）→ 11局（1988年10月）→ 10局（1989年4月）と推移した。なお、資生堂のスポンサードネットで放送されていたのは本番組のスタート時から放送していたニッポン放送、中部日本放送（本番組唯一の系列外ネット局）、朝日放送の3局のみだった。
1987年4月開始時から
- ニッポン放送（制作局）　22:30頃〜22:40頃 （『ヤングパラダイス』に内包）
- 中部日本放送（JRN単独系列局）　22:23頃〜22:34頃 （『小堀勝啓のわ!Wide とにかく今夜がパラダイス』（月 - 木）及び『ラジオでフライデイト 夜はこれから!』（金曜）に内包）
- 朝日放送　23:40〜23:50 （『ABCラジオジラ』に内包、1987年4月〜1987年9月）→ 22:40〜22:50 （1987年10月から単独番組。1988年10月から『ABCラジオシティ』に内包）

1987年10月から
- ラジオ福島　23:10〜23:20（1989年3月限りでネット終了）
- 西日本放送　23:50〜24:00
- 高知放送　22:30〜22:40

1988年4月から
- STVラジオ　22:35〜22:45（1989年3月限りでネット終了）
- 秋田放送　23:30〜23:40（1988年9月まで）→ 23:40〜23:50（1988年10月から）
- 九州朝日放送　22:50〜23:00 （『PAO〜N ぼくらラジオ異星人』に内包）

1988年10月から
- 青森放送　21:00〜21:10（1989年3月まで）→ 21:30〜21:40（1989年4月から）
- 北陸放送　22:50〜23:00（1989年3月限りでネット終了）

1989年4月から
- 東北放送　23:35〜23:45
- 山梨放送　23:40〜23:50